# Combustió del carboni
El procés de combustió del carboni o fusió del carboni és un conjunt de reaccions de fusió nuclear que tenen lloc en els estels massius (més de 8 MSol en néixer) que han convertit en carboni tots els elements més lleugers. Calen altes temperatures (> 5 vegades;108 K o 50 KeV) i densitats (> 3 vegades;10⁹ kg/m³).
Aquestes xifres de la temperatura i la densitat són tan sols orientatives. Els estels més massius cremen el seu combustible nuclear més ràpidament, ja que han de compensar forces gravitatòries més grans per estar en (aproximadament) equilibri hidroestàtic. Això significa generalment temperatures més altes, encara que densitats menors que les dels estels menys massius. Per obtenir les xifres apropiades per una massa en concret, i un estat d'evolució concret, és necessari usar un model estel·lar numèric calculat amb algoritmes per ordinador. Aquests model s'afinen contínuament basant-se en els experiments de la física de partícules i en observacions astronòmiques (que inclouen observacions directes de la pèrdua de massa, la detecció de productes nuclears de l'observació de l'espectre després que la zones de convecció es desenvolupin en la superfície per regions de fusió-combustió – conegudes com a esdeveniments 'drenatge' – i llavors portar productes nuclears a la superfície, i moltes altres observacions rellevants per als models).

## Reaccions de fusió
Les principals reaccions són:
{\displaystyle \mathrm {^{12}_{\ 6}C+{}_{\ 6}^{12}C\to {}_{10}^{20}Ne+{}_{2}^{4}He+4,617\ MeV} }
{\displaystyle \mathrm {^{12}_{\ 6}C+{}_{\ 6}^{12}C\to {}_{11}^{23}Na+{}_{1}^{1}H+2,241\ MeV} }
{\displaystyle \mathrm {^{12}_{\ 6}C+{}_{\ 6}^{12}C+2,599\ MeV\to {}_{12}^{23}Mg+{}_{0}^{1}n} }
Altres reaccions també possibles són :
{\displaystyle \mathrm {^{12}_{\ 6}C+{}_{\ 6}^{12}C\to {}_{12}^{24}Mg+13,933\ MeV} }
{\displaystyle \mathrm {^{12}_{\ 6}C+{}_{\ 6}^{12}C+0,113\ MeV\to {}_{\ 8}^{16}O+2\ {}_{2}^{4}He} }

## Productes de reacció
Es pot entendre aquesta seqüència de reaccions pensant en els dos nuclis de carboni interaccionants com un tot que forma un estat excitat del nucli e Mg-24, el qual llavors es desintegra en una de les cinc maneres vistes anteriorment. Les primeres dues reaccions són fortament exotèrmiques, com es pot veure per les grans energies positives alliberades, i són el resultat més freqüent de la interacció. La tercera reacció és fortament endotèrmica, com indica la gran energia negativa que indica que l'energia és més aviat absorbida que emesa. Això la fa molt menys probable, encara que possible en l'entorn d'alta energia de la combustió del carboni. Però la producció d'uns pocs neutres és important, ja que aquests neutrons es poden combinar amb els nuclis pesants, presents en quantitats petites a la majoria d'estels, per formar isòtops més pesants en el procés S.
La quarta reacció es pot pensar que és la més corrent per la gran quantitat d'energia alliberada, però de fet és extremadament improbable, ja que es dona fia interacció electromagnètica, ja que produeix un fotó de raig gamma, en comptes d'utilitzar la força forta entre els nucleons com fan les dues primeres reaccions. Els nucleons semblen molt més grans del que són els fotons d'aquesta energia. Això no obstant, el Mg-24 produït en aquesta reacció és l'únic magnesi que queda quan el procés de combustió del carboni acaba, el Mg-23 is radioactiu.
La darrera reacció és també molt improbable, ja que implica tres productes de reacció, a més de ser endotèrmica—pensem en el procés a la inversa, necessitaria els tres productes convertint al mateix temps, la qual cosa és menys probable que les interaccions de dos cossos.
Els fotons produïts per la segona reacció poden prendre part en la cadena protó-protó, o en el cicle CNO, però també poden ser capturats pel Na-23 per formar Ne-20 més un nucli He-4. De fet, una fracció significativa del Na-23 produït en la segona reacció s'utilitza d'aquesta manera. L'oxigen (O-16) ja produït per la fusió de l'heli en l'estadi previ de l'evolució estel·lar pot aconsegueix sobreviure al procés de combustió del carboni força bé, a pesar que una part s'utilitzi per capturar nuclis He-4 nuclei, en estels entre 9 i 11 masses solars. Per tant, el producte resultant de la combustió del carboni és una barreja principalment d'oxigen, neó, sodi i magnesi.
El fet que la suma de massa-energia dels dos nuclis de carboni és similar a la d'un estat excitat del nucli de magnesi es coneix com a ressonància. Sense aquesta ressonància, la combustió del carboni només succeiria a temperatures centenars de vegades més altes.
La investigació experimental i teòrica d'aquestes ressonàncies encara s'està investigant.